# Stadsomroep Brugge
Stadsomroep Brugge startte op 4 april 2005 haar uitzendingen op de pas toegewezen frequentie 106,0 MHz FM. Het was het eerste lokaal radiostation in Vlaanderen dat 24 uur per dag vooral nieuws en informatie uitzond. Stadsomroep Brugge beschikte toen over zeven verschillende redacties: nieuws, weer, cultuur, sport, milieu, sociale aspecten en cultuurgeschiedenis. Voordien informeerde Stadsomroep Brugge de Brugse bevolking reeds enige tijd over het regionaal nieuws via zijn website en als nieuwsagentschap. In mei 2007 werd het uitzenden noodgedwongen weer opgeschort. Op 11 december 2014 hield de Stadsomroep het definitief voor gezien nadat de raad van bestuur een toenemend gat in de begroting had vastgesteld.

## Programmering
De programmering bestond elk uur uit twee nieuwsbulletins, één lokaal en één nationaal (BELGA). Verder was er dagelijks een lokale actualiteitenrubriek, Brugge Vandaag, een lokaal cultureel programma, Brugge C, een lokale socio-culturele agenda, een regionale socio-culturele agenda, een cultuurhistorisch programma, Vandaag in de Brugse Geschiedenis en een sportprogramma, Sporttime. Elk uur werd afgesloten met het laatste woord, waarin de “gewone Bruggeling” zijn zegje kon doen. Elke ochtend, middag en avond werden live discussieprogramma's geprogrammeerd. ´s Avonds kwamen ook programma's aan bod die gericht waren op specifieke onderwerpen en doelgroepen. Op maandag was dat sport, dinsdag sociale thema´s, woensdag milieu, donderdag politiek, vrijdag cultuur. Op zaterdag en zondagmiddag waren er talkshows met phone-in-elementen.

## Opschorting
Eind mei 2005 werden de uitzendingen van Stadsomroep Brugge echter weer opgeschort nadat bleek dat het zendbereik van de nieuw erkende omroep te beperkt uitviel. Reden voor het slechte resultaat was deels te wijten aan het feit dat de RTBF vanuit Doornik met een vermogen van 25.000 watt uitzond op de frequentie die aan Stadsomroep Brugge was toegewezen. In grote delen van Brugge ontving men dus RTBF en niet Stadsomroep Brugge. De omroep was tot hooguit 4 kilometer van de zendmast te ontvangen. Onvoldoende om commercieel haalbaar te blijven.
Het Vlaamse frequentieplan hield immers nauwelijks of geen rekening met wat aan de andere kant van de taalgrens gebeurde. Klaarblijkelijk zond de ook VBRO jarenlang uit met een veel zwaarder vermogen dan toegelaten, om zich van dit probleem te ontdoen en een grotere comfortzone te bereiken. Om die reden besliste de VZW Stadsomroep Brugge toen het Vlaams Ministerie voor Media van Minister Marino Keulen hiervan op de hoogte te stellen en oplossingen uit te werken voor een latere doorstart. De aanpassing in het naar Brugge gestraalde vermogen van de RTBF kwam er echter pas nadat de Cool FM-groep de financiële controle had gekregen over Stadsomroep Brugge, maar financieel niet opgewassen bleek tegen het wachten op een oplossing.

## Persagentschap
De Stadsomroep viel terug op lijfsbehoud, door zich opnieuw op het eerder bewezen stramien van persagentschap storten, in de hoop dat zich in de toekomst een nieuwe omroepmogelijkheid aanbiedt. Stadsomroep Brugge heeft momenteel slechts 7 medewerkers. 2 freelance journalisten, de rest vrijwillige medewerkers. Een sterk variërend aantal radiostations sturen lokale nieuwsbulletins en/of informatieve items van Stadsomroep Brugge door. Inmiddels heeft Stadsomroep Brugge naast de nieuwswebsite ook een evenementenagenda voor Brugge gestart: Brugge Vandaag.